# Comuna Rønne
Rønne (Rønne Kommune) a fost o comună din comitatul Bornholms Amt, Danemarca, care a existat între anii 1970-2006. Comuna avea o suprafață totală de 29,11 km² și o populație de 14.826 de locuitori (2002), iar din 2007 teritoriul său face parte din comuna Bornholms.